# Josef Hladký
Josef Hladký (* 18. Juni 1962 in Prag) ist ein ehemaliger tschechisch-deutscher Lagenschwimmer. Er holte für die Tschechoslowakei vier Medaillen bei Europameisterschaften und für die Bundesrepublik Deutschland zwei, darunter die Goldmedaille über 100 m Lagen bei den Sprintschwimmeuropameisterschaften 1991 in Gelsenkirchen.
Hladký hatte sich während der Schwimmweltmeisterschaften 1986 in Madrid von der tschechoslowakischen Mannschaft abgesetzt und wurde später in Deutschland eingebürgert. Bei den Olympischen Spielen 1992 in Barcelona gehörte er der deutschen Mannschaft an und belegte den 32. Platz über 200 m Lagen.